# Čeľovce
Čeľovce (in ungherese Cselej, in tedesco Schelldorf) è un comune della Slovacchia facente parte del distretto di Trebišov, nella regione di Košice.
Fu menzionato per la prima volta in un documento storico nel 1309 con il nome di Chele, come possedimento della nobile famiglia locale dei Cseley.